# آراوپان-تپویی
آراوپان-تپویی (به اسپانیایی: Araopán) یک کوه در ونزوئلا است که در ایالت بولیوار واقع شده‌است. آراوپان-تپویی ۲٬۴۵۰ متر بالاتر از سطح دریا واقع شده‌است.